# La Bataille de Stalingrad
Pour plus de détails, voir Fiche technique et Distribution.
La Bataille de Stalingrad (en russe : Сталинградская битва, Stalingradskaya bitva) est un film de guerre soviétique en deux parties réalisé en 1949 par Vladimir Petrov sur la bataille de Stalingrad. Le scénario a été écrit par Nikolaï Virta. Le film est primé par le Globe de cristal du Festival de Karlovy Vary en 1949.

## Résumé

### Partie 1
Au Kremlin , Staline analyse les mouvements de troupe de la Wehrmacht et conclut que leur but est de capturer Stalingrad. De son côté, Hitler croit que la ville est la clé de la victoire finale et ordonne à ses généraux de la prendre à tout prix.
Alors que l'ennemi s'approche de la ville, l'Armée rouge et la population locale se mobilisent pour la défendre dans d'âpres combats de maison en maison, bloquant ainsi l'avancée allemande. Au même moment, Staline planifie la contre-offensive.

### Partie 2
Alors que la Wehrmacht lance un dernier assaut massif, destiné à submerger les défenseurs de Stalingrad, l'Armée rouge est repoussée sur la Volga et Staline ordonne le début de l'opération Uranus . La 6e armée allemande est encerclée et les efforts pour soulager la poche de Stalingrad échouent. Le général Friedrich Paulus est sommé par Hitler de tenir jusqu'au bout, refuse de se rendre alors que ses soldats meurent de faim. Les Soviétiques se rapprochent de la ville, battant les forces allemandes à mesure qu'elles avancent. Après que les soldats de l'Armée rouge soient entrés dans son poste de commandement, Paulus ordonne finalement à ses troupes restantes de se rendre. Les Soviétiques organisent un rassemblement pour la victoire à Stalingrad libéré à Moscou, tandis que Staline regarde une carte de Berlin.

## Fiche technique
- Titre : La Bataille de Stalingrad
- Titre original : Stalingradskaya bitva
- Réalisation : Vladimir Petrov
- Scénario : Nikolaï Virta
- Photographie : Youri Ekeltchik (ru), Constantin Petritchenko (ru), Grigori Eisenberg (ru)
- Directeur artistique : Leonid Mamaladze (ru)
- Compositeur : Aram Khatchatourian
- Son : Valeri Popov
- Montage : Klavdia Moskvina
- Production : Mosfilm
- Pays : Union soviétique
- Format : Noir et blanc
- Genre : film de guerre
- Durée : 174 minutes
- Langue : russe
- Sortie : 1949

## Distribution
- Alekseï Dikiy : Joseph Staline
- Maksim Schtrauch : Viatcheslav Molotov
- Viktor Khokhriakov : Gueorgui Malenkov
- Mikhaïl Kvarelachvili : Lavrenti Beria
- Nikolaï Dorokhine (ru) : Nikita Khrouchtchev
- Vladimir Soloviov (ru) : Mikhaïl Kalinine
- Youri Toloubeïev : Andreï Jdanov
- Nikolaï Ryjov (ru) : Lazare Kaganovitch
- Garry Moucheguian : Anastase Mikoyan
- Mikhaïl Derjavine (ru) : Kliment Vorochilov
- Gavriïl Belov (ru) : un communiste
- Youri Choumski (ru) : général Alexandre Vassilievski
- Vassili Merkouriev : général Nikolaï Voronov
- Boris Livanov : général Constantin Rokossovski
- Nikolaï Kolesnikov : général Andreï Ieremenko
- Nikolaï Simonov : général Vassili Tchouïkov
- Vassili Orlov (ru) : général Nikolaï Krylov
- Sergueï Brzhevski : général Alexandre Rodimtsev
- Boris Smirnov : lieutenant Kaleganov
- Nikolaï Plotnikov : commissaire Gourov
- Leonid Kniazev (ru) : sergent-chef Yakov Pavlov
- Vladimir Golovine : général Nikolaï Vatoutine
- Aleksei Krasnopolski (ru) : général Nikolaï Troufanov (ru)
- Mikhaïl Nazvanov : colonel-général Ivan Lioudnikov
- Nikolaï Krioutchkov : colonel Ivanov
- Alexandre Antonov : colonel Popov
- Nikolaï Tcherkassov : président Roosevelt
- Viktor Stanitsyne : Winston Churchill / général Fiodor Tolboukhine
- Konstantin Mikhaïlov (ru) : William Averell Harriman
- Pavel Massalski : journaliste américain
- Mikhaïl Astangov : Adolf Hitler
- Mikhaïl Garkavi (ru) : Hermann Göring
- Nikolaï Komissarov (ru) : Wilhelm Keitel
- Rostislav Pliatt : Hermann Hoth
- Vladimir Gaïdarov : Friedrich Paulus
- Evgueni Kalouzhski (ru) : colonel Adam, adjoint de Paulus (1er épisode)
- Nikolaï Nikolaïevski : colonel Adam, adjoint de Paulus (2e épisode)
- Boris Svoboda : Alfred Jodl
- Nikolaï Rybnikov : Maximilian von Weichs
- Vladimir Vsevolodov (ru) : général Schmidt
- Piotr Arjanov (ru) : général Stănescu
- Sergueï Blinnikov (ru) : Alexandre Poskrebychev (non crédité)
- Sofia Piliavskaïa : femme avec enfant (non crédité)
- Boris Dobronravov : vieil ami de Staline
- Youri Levitan : narrateur